# 大施潘諾特山
46°47′12″N 8°31′29″E / 46.78667°N 8.52472°E

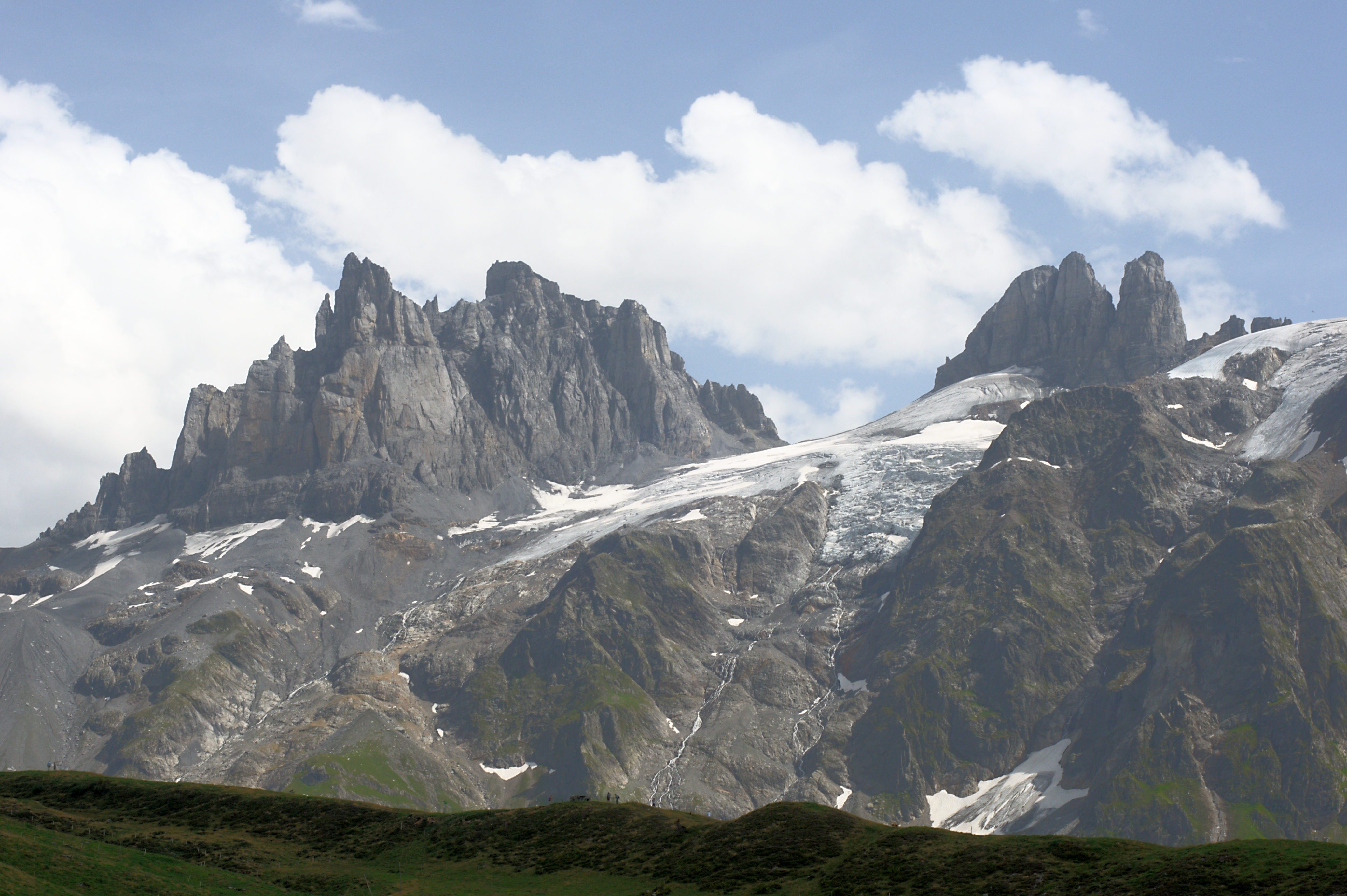

大施潘諾特山（Gross Spannort），是瑞士的山峰，位於該國南部，由烏里州負責管轄，屬於烏里山的一部分，海拔高度3,198米，每年平均降雨量2,385毫米，人類在1867年首次登頂。